# Fucecchio
Fucecchio is een gemeente in de Italiaanse provincie Florence (regio Toscane) en telt 21.912 inwoners (31-12-2004). De oppervlakte bedraagt 65,1 km2, de bevolkingsdichtheid is 337 inwoners per km2.
De volgende frazioni maken deel uit van de gemeente: Galleno, Le Vedute, Massarella, Pinete, Ponte a Cappiano, Querce, San Pierino en Torre.

## Demografie
Fucecchio telt ongeveer 8543 huishoudens. Het aantal inwoners steeg in de periode 1991-2001 met 2,9% volgens cijfers uit de tienjaarlijkse volkstellingen van ISTAT.
| Jaar | Inwoneraantal |
| ---- | ------------- |
| 1991 | 20.540        |
| 2001 | 21.139        |

## Geografie
De gemeente ligt op ongeveer 25 m boven zeeniveau.
Fucecchio grenst aan de volgende gemeenten: Altopascio (LU), Castelfranco di Sotto (PI), Cerreto Guidi, Chiesina Uzzanese (PT), Larciano (PT), Ponte Buggianese (PT), San Miniato (PI) en Santa Croce sull'Arno (PI).

## Geboren in Fucecchio
- Andrea Tafi (1966), wielrenner
- Luca Scinto (1968), wielrenner

## Galerij

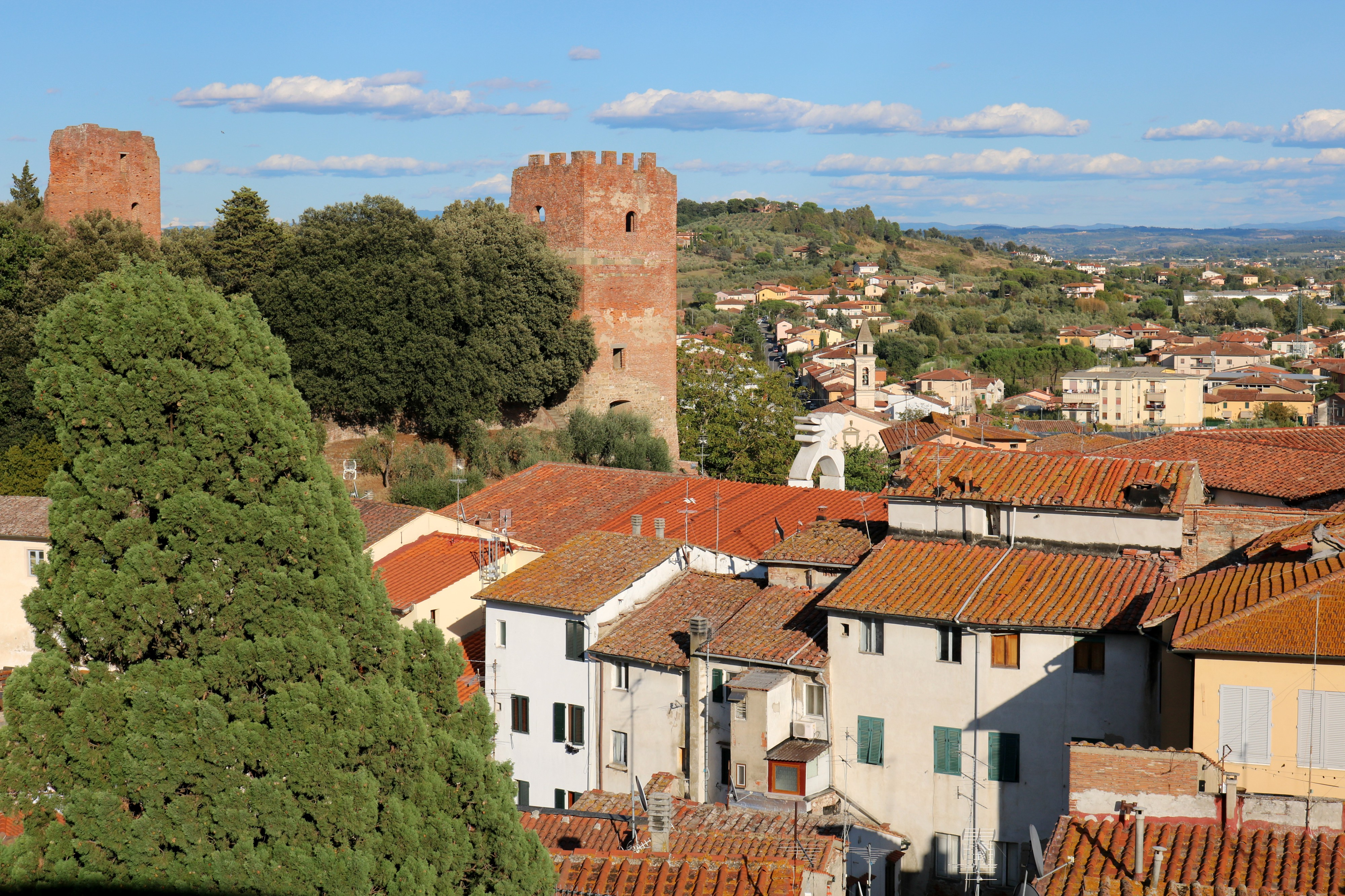
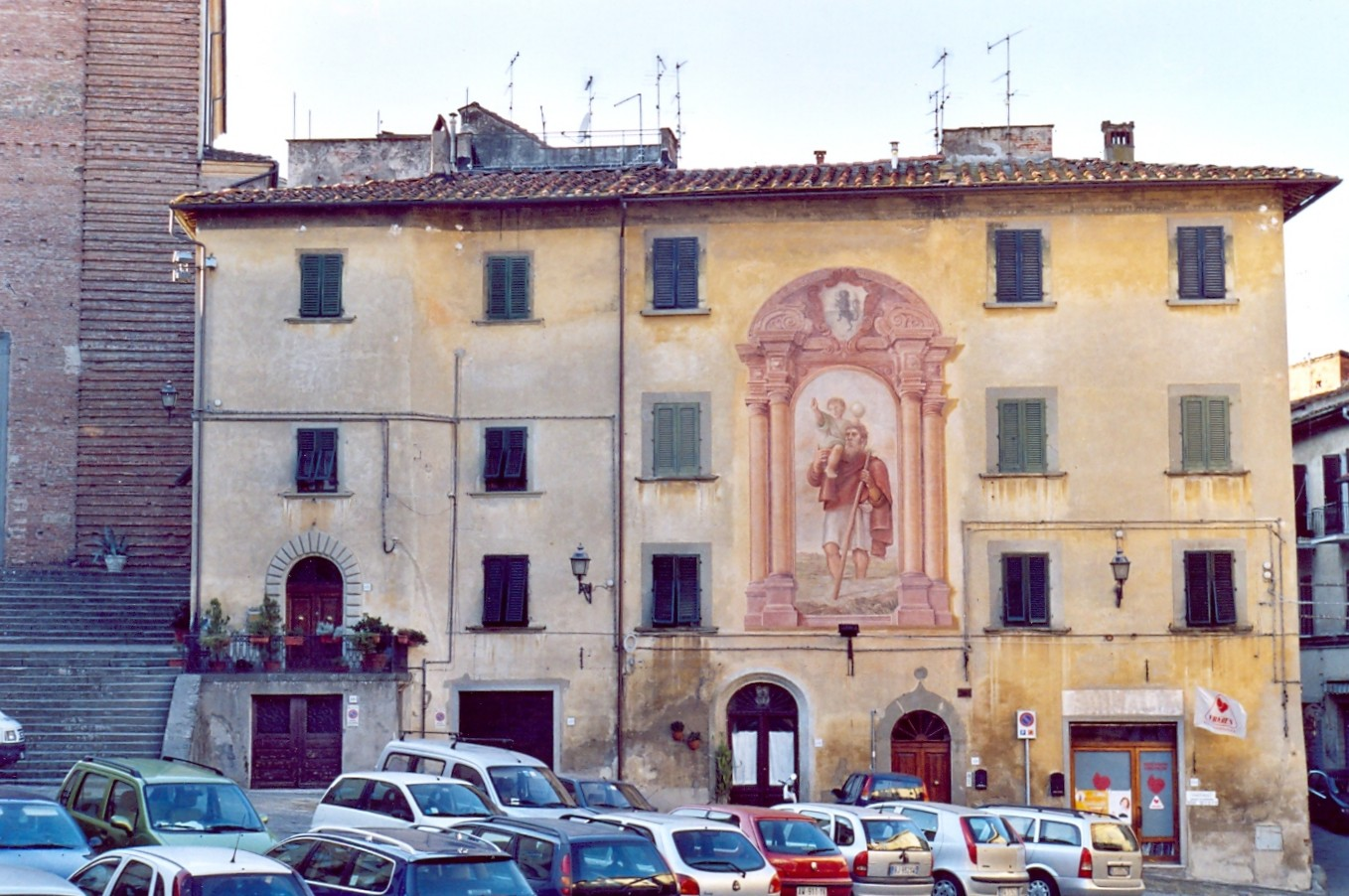
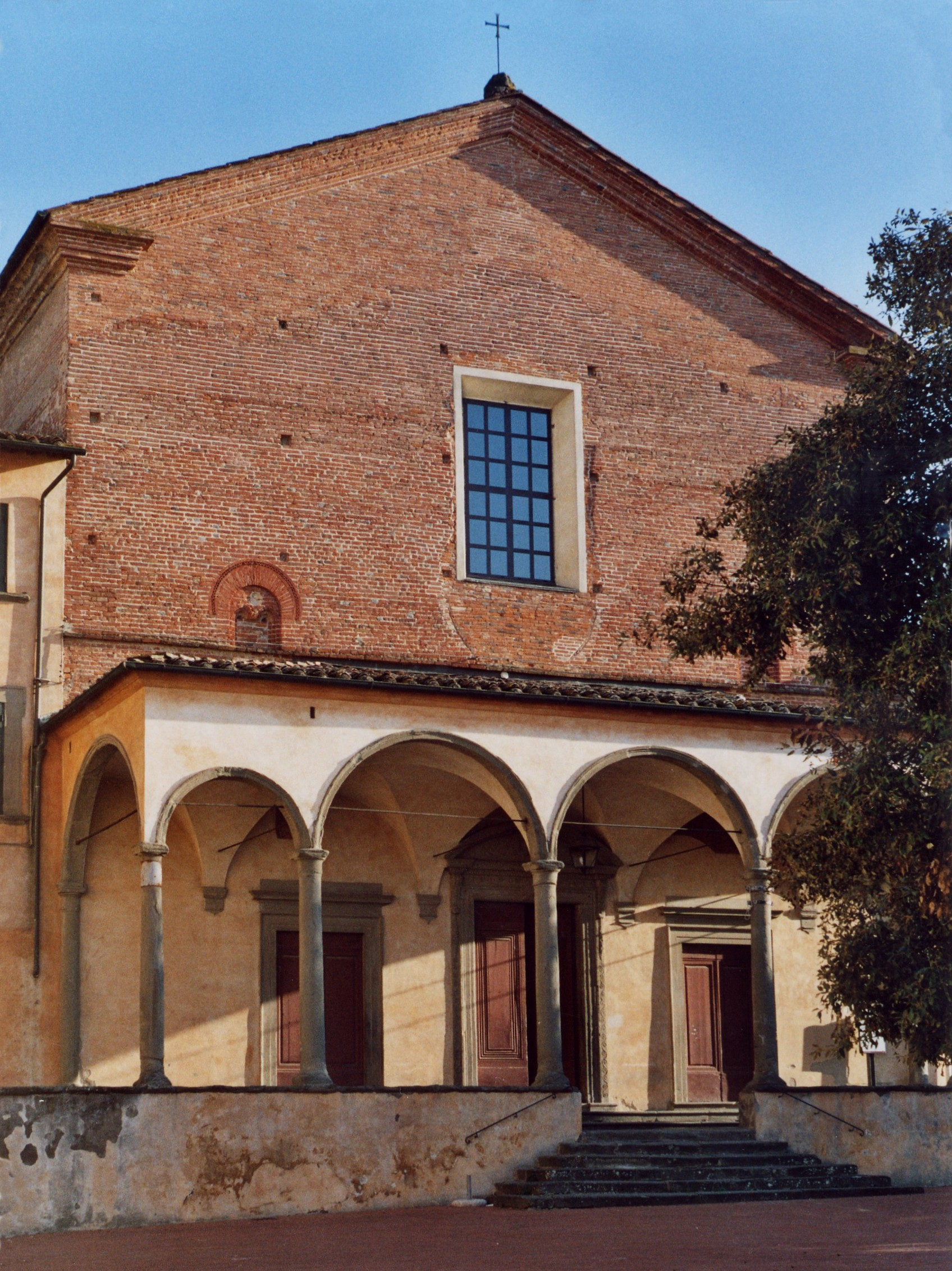
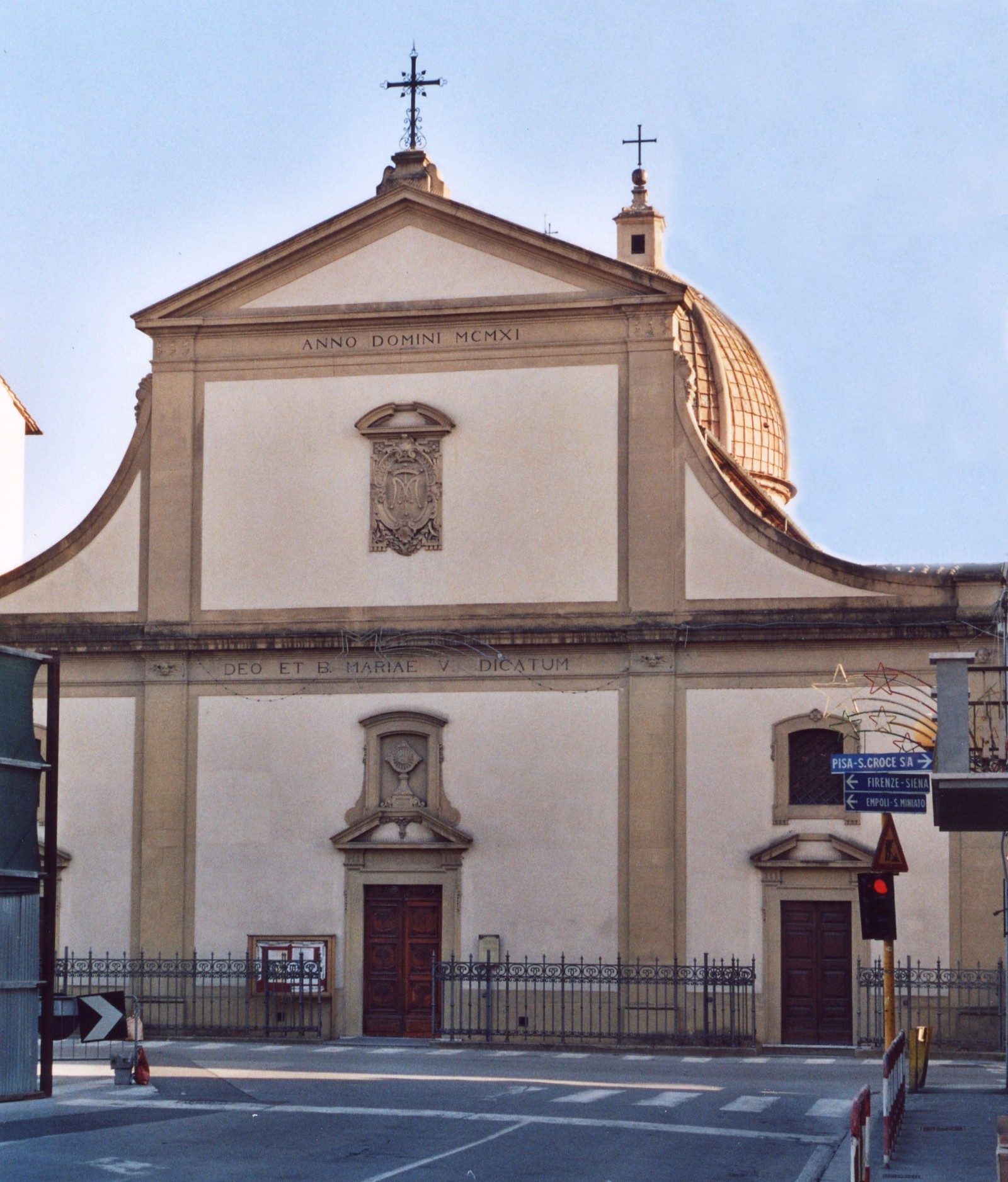

Bagno a Ripoli · Barberino di Mugello · Barberino Tavarnelle · Borgo San Lorenzo · Calenzano · Campi Bisenzio · Capraia e Limite · Castelfiorentino · Cerreto Guidi · Certaldo · Dicomano · Empoli · Fiesole · Figline e Incisa Valdarno · Florence · Firenzuola · Fucecchio · Gambassi Terme · Greve in Chianti · Impruneta · Lastra a Signa · Londa · Marradi · Montaione · Montelupo Fiorentino · Montespertoli · Palazzuolo sul Senio · Pelago · Pontassieve · Reggello · Rignano sull'Arno · Rufina · San Casciano in Val di Pesa · San Godenzo · Scandicci · Scarperia e San Piero · Sesto Fiorentino · Signa · Vaglia · Vicchio · Vinci
1. ↑  https://demo.istat.it/?l=it.